# جعفر خندان
جعفر خندان (به ترکی آذربایجانی: Cəfər Xəndan)(متولد ۱۹۱۰ در ایروان - درگذشت ۱۹۶۱ در باکو) نویسنده، شاعر معاصر آذربایجانی به‌شمار می‌رود.

## زندگی
جعفر خندان به سال ۱۹۱۰ در ایروان زاده شد و در طول ۵۰ سال عمر خود قریب به نیمی از آن را در خدمت ادبیات آذربایجان بود. که در راه اعتلای ادبیات آذربایجان آثاری نظیر «معاصر آذربایجان ادبیاتی» (۱۹۳۹)، «ادبیات نظریه‌سی» (۱۹۴۰)، «۳۰—نجی عصر آذربایجان ادبیات تاریخی» (۱۹۵۶) را از خود برجای گذاشته‌است. وی در دوران جنگ جهانی دوم، در محافل ادبی و شاعران آذربایجان ایران حضور می‌یافت. موضوعات مورد علاقه شعر وی میهن‌دوستی، تشویق به مبارزه مردم در مقابل اشغال‌گران بوده‌است. منظومه مشهور و بزرگ اشعار جعفر خندان «تبریزین قمری» نام داشت. سپس در بین سال‌های ۵۴–۱۹۵۰ مدیریت کرسی ادبیات دانشگاه آذربایجان شوروی را برعهده گرفت. و مابقی عمر خود را تا درگذشتش در رادیو و صدا و سیمای آذربایجان فعالیت کرد.
جعفر خندان در روز ۱۰ ماه اوت سال ۱۹۶۱ در باکو درگذشت.

## نشان‌ها
- نشان ستاره سرخ (۱۹۴۲)
- نشان پرچم سرخ کار (۱۹۴۶)
- مدال دفاع از قفقاز
- مدال پیروزی بر آلمان در جنگ جهانی دوم ۱۹۴۱–۱۹۴۵
- نشان افتخار شوروی